# 1957 na arte

## Nascimentos
| Data            | Nome                | Profissão                                  | Nacionalidade        | Observações          | Ref |
| --------------- | ------------------- | ------------------------------------------ | -------------------- | -------------------- | --- |
| 27 de janeiro   | Frank Miller        | autor de banda desenhada e roteirista      | Estados Unidos       |                      |     |
| 11 de fevereiro | Peter Klashorst     | fotógrafo, pintor e escultor               | Países Baixos        |                      |     |
| 5 de agosto     | Shigeru Ban         | arquitecto                                 | Japão                | Prémio Pritzker 2014 |     |
| 16 de setembro  | Arambilet           | pintor                                     | República Dominicana |                      |     |
| 15 de dezembro  | Alexandre Louzada   | carnavalesco                               | Brasil               |                      |     |
| ??              | Karin Lambrecht     | pintora, desenhista, gravadora e escultora | Brasil               |                      |     |
| ??              | Fernando Brito      | pintor                                     | Portugal             |                      |     |
| ??              | Leonilson           | pintor, desenhista e escultor              | Brasil               | m. 1993              |     |
| ??              | Andrei Kolkoutine   | pintor                                     | União Soviética      |                      |     |
| ??              | Alice Valente Alves | artista plástica e investigadora           | Portugal             |                      |     |
| ??              | Wang Chiu-chiang    | pintor                                     | China                |                      |     |

## Mortes
| Data           | Nome                    | Profissão                                                          | Nacionalidade                              | Observações | Ref |
| -------------- | ----------------------- | ------------------------------------------------------------------ | ------------------------------------------ | ----------- | --- |
| 4 de fevereiro | Miguel Covarrubias      | pintor e caricaturista, etnólogo e historiador de arte             | México                                     | n. 1904     |     |
| 19 de março    | Manuel Ribeiro de Pavia | pintor e ilustrador                                                | Portugal                                   | n. 1907     |     |
| 21 de abril    | José Wasth Rodrigues    | pintor, desenhista, ilustrador, ceramista, professor e historiador | Brasil                                     | n. 1891     |     |
| 24 de junho    | František Kupka         | pintor                                                             | Checoslováquia                             | n. 1871     |     |
| 2 de agosto    | Lasar Segall            | pintor e escultor                                                  | Lituânia                                   | n. 1891     |     |
| 16 de setembro | Qi Baishi               | pintor                                                             | China                                      | n. 1864     |     |
| 27 de setembro | Leo Longanesi           | pintor, escritor, humorista, jornalista e editor                   | Itália                                     | n. 1905     |     |
| 12 de outubro  | Romolo Lombardi         | pintor, cenógrafo e decorador                                      | Brasil                                     | n. 1891     |     |
| 24 de novembro | Diego Rivera            | pintor                                                             | México                                     | n. 1886     |     |
| ??             | Raul Carapinha          | desenhador, pintor e arquitecto                                    | Reino Unido de Portugal, Brasil e Algarves | n. 1876     |     |
| ??             | Henry van de Velde      | arquiteto designer e pintor                                        | Bélgica                                    | n. 1863     |     |